# ジョエル・ロドリゲス
ジョエル・ロドリゲス・オテリノ（Yoel Rodríguez Oterino、1988年8月28日 - ）は、スペイン・ガリシア州ポンテベドラ県ビーゴ出身のサッカー選手。セグンダ・ディビシオン・SDエイバル所属。ポジションはGK。

## クラブ経歴

### セルタ
地元クラブのセルタ・デ・ビーゴで育成され、2009–10シーズンにトップ昇格。2011–12シーズンにレギュラーを獲得し、セグンダ・ディビシオンで25試合に出場した。翌シーズン、同じくセグンダ所属のCDルーゴにレンタル移籍。セルタ復帰後、2013年8月のRCDエスパニョール戦でプリメーラ・ディビシオン初出場。

### バレンシア
2014年7月、バレンシアCFに買い取りオプション付きのレンタルで加入。10月のデポルティーボ・ラ・コルーニャ戦で加入後初出場。シーズン終了後、バレンシアに完全移籍。
2015年11月、同じプリメーラのラーヨ・バジェカーノにレンタル移籍。
2016年7月、SDエイバルにレンタル移籍。

### エイバル
2017年7月1日、エイバルに完全移籍した。
2018年8月31日、レアル・バリャドリードにレンタル移籍し、シーズン終了後、エイバルに復帰。